# Mike Rossman
Mike Rossman, nato Michael Albert DePiano (Turnersville, 1º luglio 1955), è un ex pugile statunitense, soprannominato The Jewish bomber. È stato campione mondiale WBA dei pesi mediomassimi tra il 1978 e il 1979.

## Carriera
Di padre italiano e di madre ebrea, Rossman fa parte della comunità ebraica del New Jersey. Per combattere, assume il nome da nubile di sua madre ed indossa sui pantaloncini una stella di David. Si avvicina alla boxe a 14 anni e passa al professionismo a 18, il 10 agosto 1973.
Tra i principali avversari della prima parte della sua carriera, Rossman affronta tre volte Mike Quarry, fratello del più noto Jerry Quarry, più volte avversario di Muhammad Ali e Joe Frazier, con due vittorie e una sconfitta. Perde ai punti con verdetto contrastato con Tony Licata, già avversario di Carlos Monzón e per knock-out tecnico al sesto round con il messicano Yaqui López, più volte sfidante al titolo mondiale dei pesi mediomassimi.
Al quarantaduesimo incontro, il 15 settembre 1978, al Superdome di New Orleans, Rossman sfida l’argentino Víctor Galíndez per la cintura mondiale WBA dei mediomassimi, nel sottoclou del match di rivincita Ali-Spinks. Conquista il titolo mondiale dopo aver abbondantemente ferito al volto il suo avversario, costringendo l’arbitro ad interrompere il match e ad assegnargli la vittoria per kot alla tredicesima ripresa. 
Rossman difende vittoriosamente la corona allo Spectrum di Filadelfia, nel dicembre dello stesso anno, battendo il campione europeo Aldo Traversaro per Kot al quinto round, dopo aver aperto una ferita sulla fronte dell’avversario con un gancio sinistro. 
Perde la cintura mondiale nella rivincita con Galíndez disputatasi ancora al Superdome il 14 aprile 1979, per abbandono alla nona ripresa.
Dopo tale match, Rossman si avvia verso il viale del tramonto. Il 31 maggio 1981 finisce KO al settimo round sotto i colpi di Dwight Braxton (poi noto come Dwight Muhammad Qawi), futuro campione del mondo della categoria. 
Si ritira nel 1983, dopo aver combattuto 54 volte, con 44 vittorie (27 prima del limite), 7 sconfitte e 3 pari.